# Marcin Białobłocki
Marcin Białobłocki (ur. 2 września 1983 w Sokółce) – polski kolarz szosowy specjalizujący się w jeździe indywidualnej na czas. Mistrz Polski w tej specjalności z 2015 i srebrny medalista z 2016. Dwukrotny uczestnik mistrzostw świata (2015 i 2016) i jednokrotny mistrzostw Europy (2016). Zwycięzca 7. etapu Tour de Pologne 2015. Zwycięzca wieloetapowego wyścigu dookoła Irlandii An Post Rás z 2013, trzykrotny zwycięzca etapów podczas tego wyścigu (2011, 2012 i 2014).

## Życiorys
Białobłocki rozpoczynał karierę kolarską w klubie Sokół Sokółka, a następnie reprezentował barwy klubów Kolarzyk Ełk i Opty Grodzisk Mazowiecki. W 2005 roku został zawodnikiem grupy zawodowej Grupa PSB, jednak po połowie sezonu, w związku z niewielką ilością startów, odszedł z tej drużyny i wyjechał do Wielkiej Brytanii wraz ze swoją późniejszą żoną – Heleną. W kraju tym podjął pracę fizyczną w roli operatora wózka widłowego. Po jakimś czasie rozpoczął treningi i starty w brytyjskich grupach amatorskich. Karierę zawodową rozpoczął w 2011 roku, w wieku 27 lat. Od tego czasu reprezentuje brytyjskie grupy zawodowe.
W ich barwach startował między innymi w wyścigach Tour of Britain (2011, 2012, 2013, 2014), Glava Tour of Norway (2011) i Bałtyk-Karkonosze Tour (2015). Kilkukrotnie startował także w wieloetapowym wyścigu dookoła Irlandii An Post Rás, w którym trzykrotnie wygrywał etapy (6. etap w 2011, 1. etap w 2012 i 5. etap w 2014), a w 2013 roku wygrał klasyfikację generalną. W 2015 roku zajął 2. pozycję w Chrono des Nations.
W 2015 został mistrzem Polski w jeździe indywidualnej na czas, dzięki czemu został powołany do reprezentacji Polski w kolarstwie na Tour de Pologne 2015. Zyskał także prawo startu w Mistrzostwach Świata w Kolarstwie Szosowym 2015, na które został powołany do udziału w rywalizacji elity w jeździe indywidualnej na czas – wyścig ten ukończył na 9. pozycji. W barwach reprezentacji w Tour de Pologne 2015 zwyciężył w 7. etapie (jeździe indywidualnej na czas).
W 2016 zdobył srebrny medal w mistrzostwach Polski w jeździe indywidualnej na czas. Wraz z zespołem ONE Pro Cycling zwyciężył także w 1. etapie wyścigu Ronde van Midden-Nederland (jazda drużynowa na czas). Ponadto zajął 9. miejsce w Mistrzostwach Europy w Kolarstwie Szosowym 2016 w jeździe indywidualnej na czas elity (był też zgłoszony do wyścigu ze startu wspólnego, jednak ostatecznie w nim nie wystartował) oraz 14. pozycję w Mistrzostwach Świata w Kolarstwie Szosowym 2016 w tej samej specjalności. Był rezerwowym w składzie reprezentacji Polski na Letnie Igrzyska Olimpijskie 2016.
W październiku 2016 podpisał roczny kontrakt z grupą CCC Sprandi Polkowice, na mocy którego będzie ją reprezentował w sezonie 2017.

## Najważniejsze osiągnięcia
Opracowano na podstawie:

2011
- 3. miejsce w Rutland-Melton International Cicle Classic
- 1. miejsce na 6. etapie An Post Rás

2012
- 1. miejsce na 1. etapie An Post Rás

2013
- 1. miejsce w An Post Rás

2014
- 1. miejsce na 5. etapie An Post Rás

2015
- 1. miejsce w mistrzostwach Polski (jazda ind. na czas)
- 1. miejsce na 7. etapie Tour de Pologne
- 2. miejsce w Chrono des Nations

2016
- 2. miejsce w mistrzostwach Polski (jazda ind. na czas)

2017
- 2. miejsce w mistrzostwach Polski (jazda ind. na czas)

2018
- 2. miejsce w mistrzostwach Polski (jazda ind. na czas)

2019
- 3. miejsce w mistrzostwach Polski (jazda ind. na czas)

## Rankingi
| Rok              | 2011 | 2012 | 2013 | 2014 | 2015 | 2016 | 2017  | 2018  | 2019  | 2020 | 2021 | 2022  | 2023  |
| ---------------- | ---- | ---- | ---- | ---- | ---- | ---- | ----- | ----- | ----- | ---- | ---- | ----- | ----- |
| World Ranking    |      |      |      |      |      | 770. | 1350. | 1553. | 1766. | -    | -    | 1970. | 2895. |
| UCI Europe Tour  | 446. | 433. | 192. | 528. | 158. | 603. | 878.  | 992.  | 1166. | -    | -    | 1262. | 1610. |
| UCI Asia Tour    | 326. | -    | -    | -    | -    | 288. | -     | -     |       |      |      |       |       |
| UCI America Tour | -    | -    | -    | -    | 279. | -    | -     | -     |       |      |      |       |       |
|                  |      |      |      |      |      |      |       |       |       |      |      |       |       |
| Źródło: UCI      |      |      |      |      |      |      |       |       |       |      |      |       |       |